# Bembidion conicolle
Bembidion conicolle es una especie de escarabajo del género Bembidion, familia Carabidae. Fue descrita científicamente por Motschulsky en 1844.
Habita en Japón, Kazajistán y Rusia.